# تئودورا اهل اسکندریه
تئودورا اهل اسکندریه (انگلیسی: Theodora of Alexandria) شهید و قدیس مسیحی اهل امپراتوری بیزانس بود که در سدهٔ پنجم میلادی و در دوران سلطنت امپراتور زنون در اسکندریه زندگی می‌کرد. قدیس‌نگار بریتانیایی سیبین بیرینگ-گلد اظهار می‌کند که در روایت داستان تئودورا ممکن است زیاده‌روی شده باشد و زندگینامه او احتمالاً از زندگی‌های دیگر قدیسان، مانند «مارینای راهب» ساخته شده باشد که قدیس دیگری از سدهٔ پنجم بیزانسی بود که به‌صورت یک مرد در میان راهبان زندگی می‌کرد و متهم به همان اتهامات تئودورا بود و تنها پس از مرگش تبرئه شد.

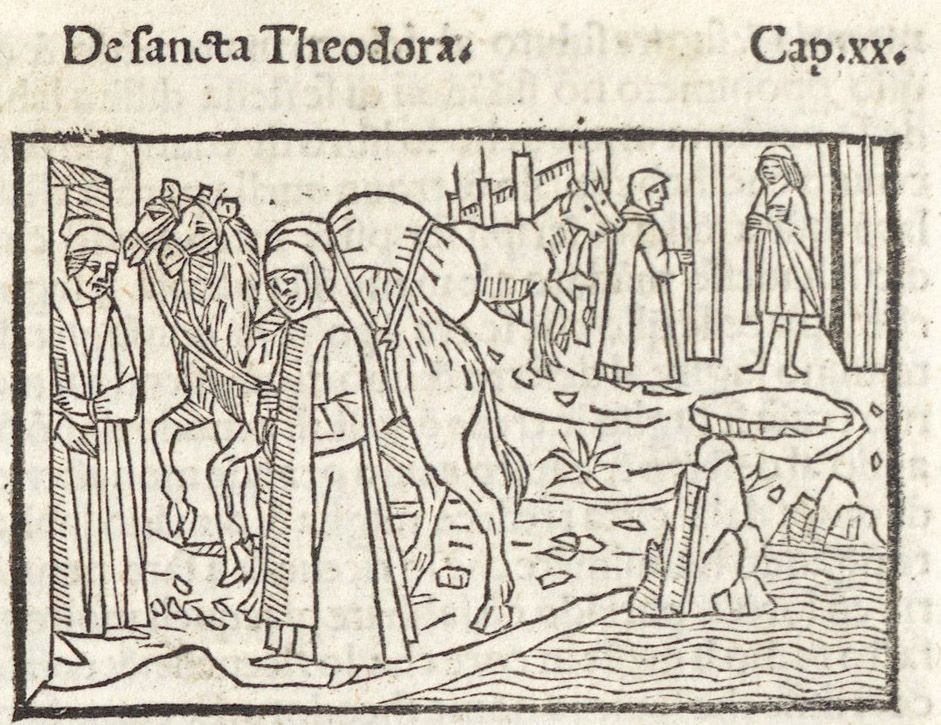
تئودورا اهل اسکندریه افسانه‌های طلایی (۱۴۹۷)

بر اساس یک منبع، تئودورا «با زیبایی ظاهری آراسته بود و به شوهر دین‌دار خود وفادار بود» اما اشتباه بزرگی مرتکب شد و به او را خیانت کرد. طبق افسانه، شوهر او گریگوری (یا پافنوتیوس)، بخشدار مصر و «مردی دیندار و محترم» بود که تئودورا وی را «به دلیل ندامت ناشی از زنا با مردی دیگر» ترک کرد و «برای توبه از گناهی که مرتکب شده بود» تا شوهرش او را پیدا نکند. او لباس مردانه پوشید، خود را «تئودور» نامید و به عنوان یک خواجه خود را پنهان کرده و بقیه عمر خود را به عنوان راهب در یک صومعه در ثباید زندگی کرد. او ریاضت می‌کشید، کارهای خوار و خفیف انجام می‌داد و به شدت دعا می‌کرد تا خدا او را ببخشد و به عفت بازگرداند. به گفته سیبین بیرینگ-گلد وی «با تعدادی شتر به اسکندریه فرستاده شد» و شوهرش گریگوری او را شناخت. تئودورا با این حال بر بازگشت به صومعه پافشاری کرد و باقی عمر خود را به عنوان یک راهب و عابد تنها زندگی کرد.
پس از دو سال، فردی تئودورا را متهم به پدر بودن برای فرزندی از یک زن در روستای مجاور نمود؛ به جای دفاع از خود و افشای هویت خود، او پذیرفت که از صومعه برای هفت سال اخراج شود و در «فقر شدید» فرزند را به عنوان فرزند خود بزرگ کند. او به ریاضت خود ادامه داد و فرزند را بزرگ کرد تا زمانی که درگذشت. هویت او به عنوان یک زن کشف نشد و افترا علیه او تا پس از مرگش آشکار نشد. او وقتی متوجه شد که در حال مرگ است، شوهرش را بر بالین بیماری فرا خواند، اما شوهرش بعد از مرگش رسید؛ شوهرش در مراسم تشییع جنازه او شرکت کرد، دارایی‌های خود را به فقرا تقسیم کرد و به صومعه نقل مکان کرد.
تصویری نادر از تئودورا در هنر غربی، چاپی است از برناردینو کاپیتلی که در سال ۱۶۲۷ برای تئودورا کوستا دال پوزو ساخته شد و این قدیسه را در حالی نشان می‌دهد که به شکل یک راهب مرد درآمده و از کودکی که متهم به پدری او شده بود، مراقبت می‌کند، (وین: مجموعه گرافیک آلبرتینا).

تئودورا با یک جشن کوچک (همراه با سارای بیابان و سینکلتیکا از اسکندریه) در تقویم اسقفی در کلیسای اپیسکوپال در ۵ ژانویه و در ۱۱ سپتامبر در کلیسای ارتدکس شرقی و یونانی آمریکا مورد تکریم قرار می‌گیرد.